# خورخي بين
جورجي بين (بالبرتغالية: Jorge Lima Menezes‏) هو عازف قيثارة ومغني وكاتب أغاني برازيلي، ولد في 22 مارس 1939 في ريو دي جانيرو في البرازيل.

## وصلات خارجية
- جورج بن جور على موقع IMDb (الإنجليزية)
- جورج بن جور على موقع ألو سيني (الفرنسية)
- جورج بن جور على موقع ميوزك برينز (الإنجليزية)
- جورج بن جور على موقع أول ميوزيك (الإنجليزية)
- جورج بن جور على موقع أول ميوزيك (الإنجليزية)
- جورج بن جور على موقع ديسكوغز (الإنجليزية)
- جورج بن جور على موقع ديسكوغز (الإنجليزية)
- جورج بن جور على موقع قاعدة بيانات الفيلم (الإنجليزية)